# مارکو میایلوویچ
مارکو میایلوویچ (سیریلیک صربی: Марко Мијаиловић؛ زادهٔ ۱۴ اوت ۱۹۹۷) بازیکن فوتبال اهل صربستان است.
از باشگاه‌هایی که در آن بازی کرده‌است می‌توان به باشگاه فوتبال ستاره سرخ بلگراد اشاره کرد.
وی همچنین در تیم‌های ملی فوتبال زیر ۲۰ سال صربستان، زیر ۲۱ سال صربستان و صربستان بازی کرده‌است.